# Бург (Луїзіана)
Бург (англ. Bourg) — переписна місцевість (CDP) в США, в окрузі Террбонн штату Луїзіана. Населення — 2375 осіб (2020).

## Географія
Бург розташований за координатами 29°33′49″ пн. ш. 90°36′54″ зх. д. / 29.56361° пн. ш. 90.61500° зх. д. (29.563593, -90.615035).  За даними Бюро перепису населення США в 2010 році переписна місцевість мала площу 14,87 км², з яких 14,62 км² — суходіл та 0,24 км² — водойми.

## Демографія
Згідно з переписом 2010 року, у переписній місцевості мешкало 2579 осіб у 890 домогосподарствах у складі 718 родин. Густота населення становила 173 особи/км².  Було 940 помешкань (63/км²).
Расовий склад населення:
| - 90,7 % — білих - 6,5 % — корінних американців - 0,5 % — чорних або афроамериканців - 0,1 % — азіатів |

До двох чи більше рас належало 1,9 %. Частка іспаномовних становила 1,1 % від усіх жителів.
За віковим діапазоном населення розподілялося таким чином: 26,0 % — особи молодші 18 років, 62,3 % — особи у віці 18—64 років, 11,7 % — особи у віці 65 років та старші. Медіана віку мешканця становила 36,1 року. На 100 осіб жіночої статі у переписній місцевості припадало 100,7 чоловіків;  на 100 жінок у віці від 18 років та старших — 100,4 чоловіків також старших 18 років.
Середній дохід на одне домашнє господарство  становив 70 983 долари США (медіана — 46 315), а середній дохід на одну сім'ю — 84 001 долар (медіана — 47 285). За межею бідності перебувало 22,1 % осіб, у тому числі 30,7 % дітей у віці до 18 років та 21,4 % осіб у віці 65 років та старших.
Цивільне працевлаштоване населення становило 1088 осіб. Основні галузі зайнятості: роздрібна торгівля — 14,5 %, освіта, охорона здоров'я та соціальна допомога — 14,2 %, сільське господарство, лісництво, риболовля — 12,7 %, виробництво — 11,5 %.